# Second United States Army
Die Second United States Army (deutsch 2. US-Armee) ist ein Großverband der US Army, der im Ersten und Zweiten Weltkrieg aufgestellt wurde und seitdem mehrmals reaktiviert wurde. Gegenwärtig bildet sie die Army Forces Cyber Command (ARCYBER).

## Geschichte

### Erster Weltkrieg
Im Ersten Weltkrieg wurde die 2nd US Army als Teil der American Expeditionary Forces am 15. Oktober 1918 während der Meuse-Argonne-Offensive unter dem Befehl von Robert Lee Bullard aufgestellt, um die während der Schlacht von St. Mihiel gewonnene Linie zwischen Fresnes-en-Woëvre und Port-sur-Seille zu halten. Es handelte sich dabei um einen verhältnismäßig ruhigen Frontsektor, an den abgekämpfte Divisionen zur Wiederauffrischung verlegt wurden. Am 1. November griff die 2nd US Army an und drängte die deutschen Truppen bis Kriegsende auf die Linie Étain-Conflans-Metz zurück.
Am 10. November, einen Tag vor dem Waffenstillstand, gingen die Divisionen der Armee zum Angriff auf die deutschen Stellungen um die Festung Metz über und eroberten mehrere Dörfer. Nach dem Waffenstillstand war die Armee im Raum Metz, Toul und Saint-Mihiel stationiert. Am 15. April 1919 wurde sie aufgelöst.

### Zweiter Weltkrieg und Nachkriegszeit
Am 1. Oktober 1933 wurde die 2nd US Army aufgrund eines Plans zur Aufstellung von vier Armeen mit Hauptquartier in Memphis, Tennessee, reaktiviert. Anfang 1941 wurde in ihrem Zuständigkeitsbereich das Central Defense Command gebildet. Im gleichen Jahr nahm sie an den großangelegten Manövern in Louisiana teil, bei denen sie gegen die 3rd US-Army antrat. Zu ihren Aufgaben gehörte die Ausbildung und Vorbereitung von Truppen für den Kampfeinsatz in Übersee.
Am 1. Januar 1966 wurde die 2nd US Army nach ihrer Zusammenlegung mit der 1st US-Armee im Fort George G. Meade, Maryland, deaktiviert.

### Reaktivierung unter FORSCOM
Die 2nd US Army wurde am 1. Oktober 1983 unter dem United States Army Forces Command (FORSCOM) mit Hauptquartier in Fort Gillem, Georgia, erneut aktiviert und war für die United States Army Reserve in sieben Staaten der südöstlichen Vereinigten Staaten und in den beiden Territorien Puerto Rico und den Jungferninseln zuständig. Am 3. Juli 1995 wurde sie letztmals deaktiviert, ihre Aufgaben übernahm die 1st US Army.

### Reaktivierung unter CYBERCOM
Am 1. Oktober 2010 erfolgte wiederum die Reaktivierung der 2nd Army, diesmal unter dem United States Cyber Command (CYBERCOM), wo sie das Army Forces Cyber Command (ARCYBER) bildet. Gegenwärtiger Kommandeur ist Lieutenant General Rhett Hernandez und das Hauptquartier befindet sich in Fort Belvoir, Virginia.

## Liste der Kommandeure
| Beginn der Berufung | Ende der Berufung | Kommandierender General                            |
| ------------------- | ----------------- | -------------------------------------------------- |
| Oktober 1918        | April 1919        | Robert Lee Bullard                                 |
| August 1932         | November 1933     | Frank Parker                                       |
| November 1933       | Februar 1935      | Preston Brown                                      |
| February 1935       | Mai 1936          | Frank R. McCoy                                     |
| May 1936            | May 1936          | Johnson Hagood                                     |
| Mai 1936            | September 1936    | Dana T. Merrill (kommissarisch)                    |
| September 1936      | Dezember 1936     | Charles E. Kilbourne                               |
| Dezember 1936       | September 1937    | William E. Cole (kommissarisch)                    |
| September 1937      | November 1938     | Hugh A. Drum                                       |
| November 1938       | Oktober 1940      | Stanley H. Ford                                    |
| Oktober 1940        | Juni 1943         | Ben Lear                                           |
| Juni 1943           | März 1946         | Lloyd Fredendall                                   |
| März 1946           | September 1946    | William Hood Simpson (kommissarisch, Oktober 1945) |
| September 1946      | November 1947     | Albert Wedemeyer                                   |
| November 1947       | Januar 1948       | John T. Lewis (kommissarisch)                      |
| Januar 1948         | August 1950       | Leonard T. Gerow                                   |
| August 1950         | Juni 1951         | James A. Van Fleet                                 |
| Juni 1951           | April 1953        | Edward H. Brooks                                   |
| April 1953          | September 1953    | Leslie D. Carter (kommissarisch)                   |
| September 1953      | April 1956        | Floyd L. Parks                                     |
| April 1956          | Oktober 1957      | Charles E. Hart                                    |
| Oktober 1957        | August 1960       | George W. Read, Jr.                                |
| August 1960         | Mai 1962          | Ridgely Gaither                                    |
| Mai 1962            | Juli 1964         | John S. Upham, Jr.                                 |
| Juli 1964           | Januar 1966       | William F. Train                                   |
| Juli 1983           | Juli 1985         | Charles P. Graham                                  |
| Juli 1985           | Dezember 1987     | Johnny J. Johnston                                 |
| Dezember 1987       | Februar 1990      | Orren R. Whiddon                                   |
| Februar 1990        | Juli 1992         | James W. Crysel                                    |
| Juli 1992           | Dezember 1994     | Samuel E. Ebbesen                                  |
| Dezember 1994       | Mai 1995          | Robert F. Foley (kommissarisch)                    |
| Mai 1995            | Juli 1995         | Guy A. J. LaBoa                                    |
| März 2014           | Oktober 2016      | Edward C. Cardon                                   |
| Oktober 2016        | März 2017         | Paul M. Nakasone                                   |